# مورد زرد
مورد زرد (به آلمانی: Fall Gelb) یا نقشه مانشتاین نام رمز طرح عملیاتی تهاجم نیروهای مسلح آلمان در جریان جنگ جهانی دوم به کشورهای سفلی و فرانسه بود. این طرح از دهم ماه مه سال ۱۹۴۰ با موفقیت اجرایی و به تصرف کشورهای هدف انجامید.

## طرح اولیه
پیش از آغاز جنگ جهانی دوم طرح‌های توسعه‌ای آلمان شامل هیچ‌گونه احتمال درگیری در یک جنگ اروپایی با قدرت‌های غربی نمی‌شد. در واقع جز طرح کارزار لهستان، هیچ دستورالعملی از طرف ستاد کل آلمان برای عملیات‌های آینده وجود نداشت. به هر صورت، پس از پیروزی در نبرد لهستان، آدولف هیتلر، پیشوای آلمان، با اعلام این که «دشمن در حال قدرت گرفتن است»، با صدور فرمان شماره ۶ پیشوا در روز ۹ اکتبر سال ۱۹۳۹ از فرماندهان کل سه نیروی ورماخت خواست طرح یک عملیات تهاجمی پیش‌دستانه «در جناح شمالی جبهه غربی از طریق لوکزامبورگ، بلژیک و هلند» را آماده کنند. او خواهان آغاز تهاجم «در سریع‌ترین زمان ممکن و با بیشترین توان ممکن» شد. نیروی زمینی ده روز بعد طرح خود را ارائه نمود. این طرح که ده روز بعد از آن مورد بازبینی قرار گرفت، «دستورالعمل استقرار، مورد زرد» نام داشت. طرح نیروی زمینی تحت نظر سپهبد فرانتس هالدر، رئیس ستاد کل این نیرو تنظیم گشته بود.
این طرح یک تهاجم مستقیم رو در رو توسط نیروهای آلمانی مستقر در اراضی غربی را پیش‌بینی کرده بود. بر این اساس، ۵۶ لشکر پیاده‌نظام که مسئول حفاظت از مرزهای غربی در مقابل تهاجم احتمالی فرانسه و بریتانیا بودند، با پشتیبانی ۹ لشکر زرهی، از طریق بلژیک و جنوب هلند پیشروی می‌کردند. این طرح تمرکز تهاجم را از طریق مرکز بلژیک قرار داده بود. نیروهای زرهی و موتوریزه در جناح شمالی و نیروهای کوهستان از طریق جنگل‌های آردن، در جناح جنوبی حضور داشتند. قوای هوابرد در اراضی پشت سر دشمن، در نزدیکی خنت، فرود می‌آمدند تا اقدام نیروهای متحرک متفقین در تقویت خط مقدم بلژیک را با اختلال مواجه سازند.
در جانب شمالی، گروه ارتش ب به فرماندهی ارتشبد فدر فن بک، با ۴۳ لشکر در قالب ۴ ارتش، می‌بایست بین نیمیخن و نامور از رود موز می‌گذشت و به طرف ساحل کانال مانش می‌رفت. بی‌طرفی هلند می‌بایست رعایت می‌شد؛ مگر در صورتی که لزوم اجرای «ضمیمه ماستریخت» پدید می‌آمد. بر اساس این ضمیمه، ارتش ششم به فرماندهی ارتشبد والتر فن رایشناو وارد خاک هلند می‌شد تا قلعه لیژ را از طرف شمال دور بزند. در همین حال، ارتش چهارم به فرماندهی ارتشبد گونتر فن کلوگه قلعه لیژ را از جنوب محاصره می‌کرد. این دو ارتش مجموعاً شامل ۹ لشکر زرهی و ۴ لشکر موتوریزه، غرب لیژ به یکدیگر ملحق می‌شدند و در کنار هم از راه بروکسل و شارلروآ به سمت بندر کاله و بولونیه در فرانسه می‌رفتند.
در مرکز خط مقدم، گروه ارتش آ به فرماندهی ارتشبد گرت فن روندشتت با ۲۲ لشکر در قالب ۲ ارتش دوازدهم و شانزدهم، می‌بایست از جناح چپ گروه ارتش ب در مقابل حملات فرانسوی‌ها از جانب جنوب شرقی محافظت می‌کرد.
در جانب جنوبی، گروه ارتش سی به فرماندهی ارتشبد ویلهلم ریتر فن لیب با ۱۹ لشکر در قالب ۲ ارتش یکم و هفتم، در مقابل خط دفاعی ماژینو، مأموریتی کاملاً دفاعی داشت. این گروه ارتش می‌بایست خط رود راین را حفظ و از رخنه فرانسوی‌ها به زارلاند جلوگیری می‌کرد.
پشتیبانی هوایی برای تهاجم توسط ناوگان دوم هوایی به فرماندهی سپهبد هلموت فلمی و ناوگان سوم هوایی به فرماندهی سپهبد هوگو اشپرله، تأمین می‌شد.

## طرح نهایی
به هر صورت رضایت چندانی در ارتباط با طرف اولیه وجود نداشت. به عقیده سرلشکر اریش فن مانشتاین، رئیس ستاد گروه ارتش آ، این طرح حمله‌ای مستقیم علیه بیشتر نیروهای متحرک متفقین در بلژیک برای به دست آوردن اراضی را پیش‌بینی کرده بود به جای این که یک عملیات متحرک برای انهدام آن‌ها را در نظر داشته باشد. علاوه بر این، فن مانشتاین می‌پنداشت، حتی با حداکثر تلاش گروه ارتش آ، ضد حمله فرانسوی‌ها از لورن به سمت شمال شرقی ممکن بود نیروهای آلمانی را در بلژیک به محاصره بیندازد. فن مانشتاین هدف این طرح را دستیابی به «یک پیروزی جزئی و تصرف اراضی» و نه شکست کامل دشمن، می‌دانست. خود هیتلر نیز با اصول بنیادین این طرح موافق نبود. او پیش‌بینی می‌کرد، با توجه به این که عملیات در میانه زمستان آغاز می‌شد، مرحله نخست تهاجم در اثر بدی آب‌وهوا و شرایط زمین، در مرکز بلژیک متوقف می‌گشت. از این رو، دستور به افزوده یک سپاه با یک لشکر زرهی و یک لشکر موتوریزه به گروه ارتش آ داد تا تا با رخنه از ناحیه آرلون با گذر رود موز در سدان به سمت لوان، به مأموریت گروه ارتش ب پس از لیژ، سهولت ببخشد. بدین شکل، فرماندهی عالی نیروی زمینی روز ۹ نوامبر سپاه ۱۹ تحت امر سپهبد هاینتس گودریان را که در جایگاه ذخیره در نزدیکی برلین قرار داشت، به گروه ارتش آ ملحق نمود و تهاجم آن را به طرح عملیاتی افزود. در این زمان، فن روندشتت و فن مانشتاین خواهان دریافت یک ارتش کامل زرهی بودند. با وجود ارسال چنین درخواست در این رابطه، فرماندهی عالی نیروی زمینی و در راس آن هالدر و فن براوخیچ تماماً با مخالفت کرد چرا که این مقدار نیروی زرهی را قادر به عملیات مؤثر در شرایط زمستانی با یخبندان راه‌ها نمی‌دید.
طرحی نهایی عملیاتی مورد زرد در ابتدا جهت تحقق هدف محدود دستیابی به یک موضع جغرافیایی جهت ادامه جنگ علیه فرانسه و بریتانیا طراحی شد. طرح عملیاتی مورد قرمز نیز به عنوان ادامه این طرح، جهت سلطه نهایی بر فرانسه در نظر گرفته شده بود.
مورد زرد از چهار شاخه که می‌بایست به صورت همزمان اجرا می‌شدند، تشکیل می‌گردید:
1. تهاجم نیروهای گروه ارتش سی به خط ماژینو برای درگیر نگاه داشتن ۲۴ لشکر دشمن، وادار ساختن آن‌ها به توقف در همان موضع و جلوگیری از تهاجم آن‌ها به جناح جنوبی نیروهای مهاجم آلمانی در شمال
2. تهاجم نیروهای هوابرد به هلند با پشتیبانی زمینی نیروهای ارتش هجدهم (هر دو بخشی از گروه ارتش ب)
3. یورش قدرتمند به مرکز بلژیک توسط ارتش ششم از گروه ارتش ب جهت دفع خطر دشمن نسبت به منطقه رور و جلب نیروهای بیشتر فرانسوی و بریتانیایی به خود
4. پیشروی نیروهای زرهی گروه ارتش آ از طریق لوکزامبورگ و جنوب بلژیک برای شکستن خط دشمن بین سدان در فرانسه و دنان در بلژیک[۶]

هدف کلی این عملیات به محاصره درآوردن گروه ارتش ۱ فرانسه در مناطق شمالی و انهدام آن‌ها در طول خط ساحلی بود. بدین منظور یگان‌های پیاده‌نظام گروه ارتش آ با تعقیب قوای زرهی، می‌بایست جناح جنوبی آن‌ها را با اتخاذ مواضع دفاعی در طول رودهای ان و سوم، تأمین می‌نمودند. بر اساس این طرح تهاجم قدرتمند زرهی و مکانیزه مرز بین ارتش دوم فرانسه با مواضع ثابت و ارتش نهم فرانسه که حال انتقال به جنوب بلژیک بود، را هدف می‌گرفت. این حرکت توسط گروه زرهی کلایست با سه سپاه موتوریزه در یک ستون با جلوداری سپاه ۱۶ موتوریزه به فرماندهی سپهبد هاینتس گودریان با سه لشکر زرهی و یک هنگ پیاده‌نظام موتوریزه انجام می‌گرفت. در پی این نیروها، پیاده‌نظام گروه ارتش آ در قالب ارتش‌های دوازدهم و شانزدهم مجموعاً با ۲۲ لشکر پیاده‌نظام و یک لشکر کوهستان، می‌بایست از ایجاد شکاف در پشت سر نیروهای زرهی جلوگیری و از جناح جنوبی آن محافظت می‌کرد. این دو ارتش توسط ارتش دوم تعقیب می‌شد. در مجموع ۴۵ لشکر نیز در جایگاه ذخیره فرماندهی عالی نیروی زمینی قرار داشتند.